# لیلیان للاند
لیلیان للاند (فرانسوی: Lilian Laslandes‎؛ زادهٔ ۴ سپتامبر ۱۹۷۱) بازیکن سابق فوتبال اهل فرانسه است.
از باشگاه‌هایی که در آن بازی کرده‌است می‌توان به باشگاه فوتبال اوسر، باشگاه فوتبال ساندرلند، باشگاه فوتبال کلن، باشگاه فوتبال بوردو، و باشگاه فوتبال نیس، باشگاه فوتبال باستیا، باشگاه فوتبال بوردو، و باشگاه فوتبال نیس اشاره کرد.
وی همچنین در تیم ملی فوتبال فرانسه بازی کرده‌است.